# Y의 체험
Y의 체험은 1987년 공개된 대한민국의 영화이다.

## 배역
- 이영하
- 이보희
- 진유영
- 신용식

## 수상
- 1988년 제12회 황금촬영상
  - 촬영상(동상) - 박승배